# Таррос
Таррос (др.-греч. Θάρρας) — древний город, основанный в XII веке до н. э. Расположен на западе Сардинии в 20 километрах от коммуны Ористано.
Город упоминается в многочисленных древних источниках. Так, был упомянут Птолемеем и в «Итинерарии Антонина», как одно из самых важных мест на острове. В 1183 году Ибн Джубайр видел разрушенный город, когда искал укрытие от шторма.

## История
Город был основан финикийцами на древнем поселении Нурагической цивилизации, на это указывают археологические находки XIII и XII веков до нашей эры. В VIII веке до н. э. Таррос вероятно был финикийским торговым постом, об этом говорят руины акрополя, двух тофетов и остатки стены порта длиной 120 метра.
После победы римлян во Второй Пунической войне над пунийцами, они приспособили город под свои нужды. Среди прочего были выложены широкие улицы, покрытые черными базальтовыми плитами; под улицей находились водопроводные трубы и канализация, термальные ванны и шестиугольный баптистерий.
Дальнейшая его история в течение большей части периода римского господства или раннего христианства неизвестна. Известно, что город был столицей средневекового юдиката Арбореи с IX века до 1070 года, когда архиепископ переехал в Ористано под давлением сарацинских налетчиков. После этого город фактически был заброшен и затем это место веками использовалось как карьер.